# 飛龍 (フェリー)
飛龍（ひりゅう）は、有村産業が運航していたフェリー。

## 概要
有村産業初のカーフェリーとして三菱重工業下関造船所で建造され、1974年12月18日に大阪 - 那覇航路に就航した。
1985年、中国の中日国際輪渡に460万米ドルで売却され佐世保重工で改装を受け、「鑑真」に改称し1985年7月6日に上海 - 大阪航路に就航した。就航後1年間で104航海を行い、旅客15,000人、貨物64,000トンを輸送した。
1994年、新鑑真の就航により、引退した。
その後、フィリピンのスルピシオラインズに売却され、Princess of the Paradiseとして就航したが、2010年に解体された。

## 設計
船体はA - Eデッキの5層構造で、A - CデッキとEデッキが旅客区画、Cデッキ後方とDデッキが車両搭載区画となっていた。ランプウェイは右舷前方と船尾に設置されており、Dデッキに接続していた。Dデッキ（トラックデッキ）からCデッキ（乗用車デッキ）へは、船内の可動式スロープで連絡していた。また、右舷前方のランプウェイは、整流のため外側に非水密式の水切り扉が設けられていた。

## 船内
下部船橋甲板
- 貴賓室（国際2名・非国際3名×2室 ツインベッド）
- 特別1等室（国際2名・非国際3名×6室）
- ロイヤルラウンジ - リビング・ダイニング用テーブルやカットガラス入りの扉、シャンデリアを配した。
- サニーガーデン

旅客甲板
- 一等室（旅客甲板 国際4名・非国際8名×16室、国際4名・非国際9名×6室、国際6名・非国際13名×2室）
- 特二等室（旅客甲板136名1室 二段ベッド）
- シーロンジ - 木目を生かした内装でモダンな家具を配した喫煙室を兼ねた休憩室。
- エントランスホール - 緑色を基調とし個性的な柄をあしらった。
- ガーデンプラザ - 自販機を中心とした供食サービスが可能なラウンジ。
- スナックバー - ローズウッドの自然板や柄入りカーペットを配した。
- レストラン・シアター - 金色と茶色を基調とした南国調の内装。

上部車両甲板
- 特2等室（26名×6室、国際10名・非国際20名×4室、国際7名・非国際15名、国際8名・非国際15名）
- 二等室（非国際353名・国際200名）
- ゲームコーナー

下部車両甲板
- 大浴場
- ダンスホール
- ゲームコーナー

## 事故・インシデント

### 漁船との衝突
1982年11月13日、14時24分ごろ、那覇港から大阪南港へ向かっていた本船は、室戸岬灯台の北北東約19海里の地点で、漁船真栄丸と衝突した。衝突により、本船は右舷船尾の外板に擦過傷を生じ、真栄丸は船首ホースピット先端部を圧壊折損した。事故原因は、両船が互いに進路を横切り衝突の恐れがある状況で、高速力で航行中の本船が、前路を左方に横切る真栄丸の進路を早期に避けなかったことで発生したが、真栄丸が他船の動向についての見張りが不十分で、疑問信号を鳴らさず、衝突回避の協力動作をとらなかったこと一因とされた。